# Cattedrale di San Giuseppe (San Jose)
La cattedrale di San Giuseppe (in inglese: Cathedral of St. Joseph) è una cattedrale cattolica situata a San Jose, in California, Stati Uniti d'America. La cattedrale è sede della diocesi di San Jose in California.

## Storia
La chiesa originale era intitolata a San José de Guadalupe e venne edificata nel 1803 sulla stesso sito della basilica attuale. La struttura originale fu danneggiata da due terremoti nel 1818 e nel 1822 e venne costruita una nuova chiesa tra il 1835 ed il 1846. La seconda chiesa fu gravemente danneggiata dal terremoto del 1868 ed i lavori per la terza chiesa cominciarono nel 1869. La terza chiesa fu distrutto da un incendio nel 1875 e ad essa seguì una quarta chiesa provvisoria costruita a pochi isolati di distanza, mentre la quinta e la corrente chiesa era in costruzione. La quinta chiesa, ancora incompleta, venne dedicata nel 1877 da Joseph Alemany, arcivescovo di San Francisco. Il portico è stato completato nel 1884 e la grande cupola nel 1885.
Nel 1981 è stato avviato un importante progetto di ristrutturazione della chiesa, destinata a diventare la cattedrale per la nuova diocesi di San Jose. Nel 1985 la chiesa fu infatti elevata a cattedrale, in attesa del completamento del restauro nel 1990, sostituendo la procattedrale di San Patrizio, situata a pochi isolati di distanza. La cattedrale è stata insignita del titolo di basilica minore da papa Giovanni Paolo II nel 1997 ed è stata inserita nel National Register of Historic Places.

## Galleria d'immagini

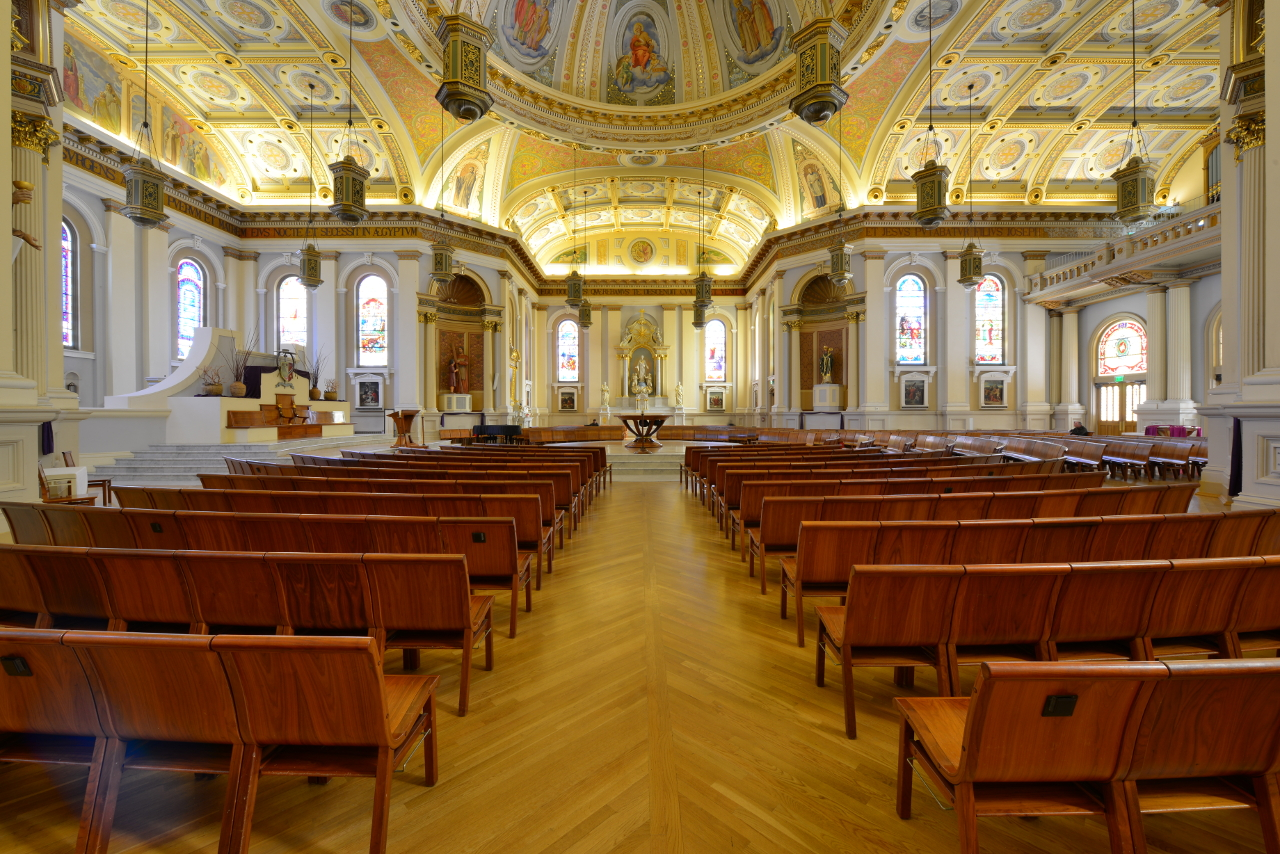
L'interno visto dal fonte battesimale
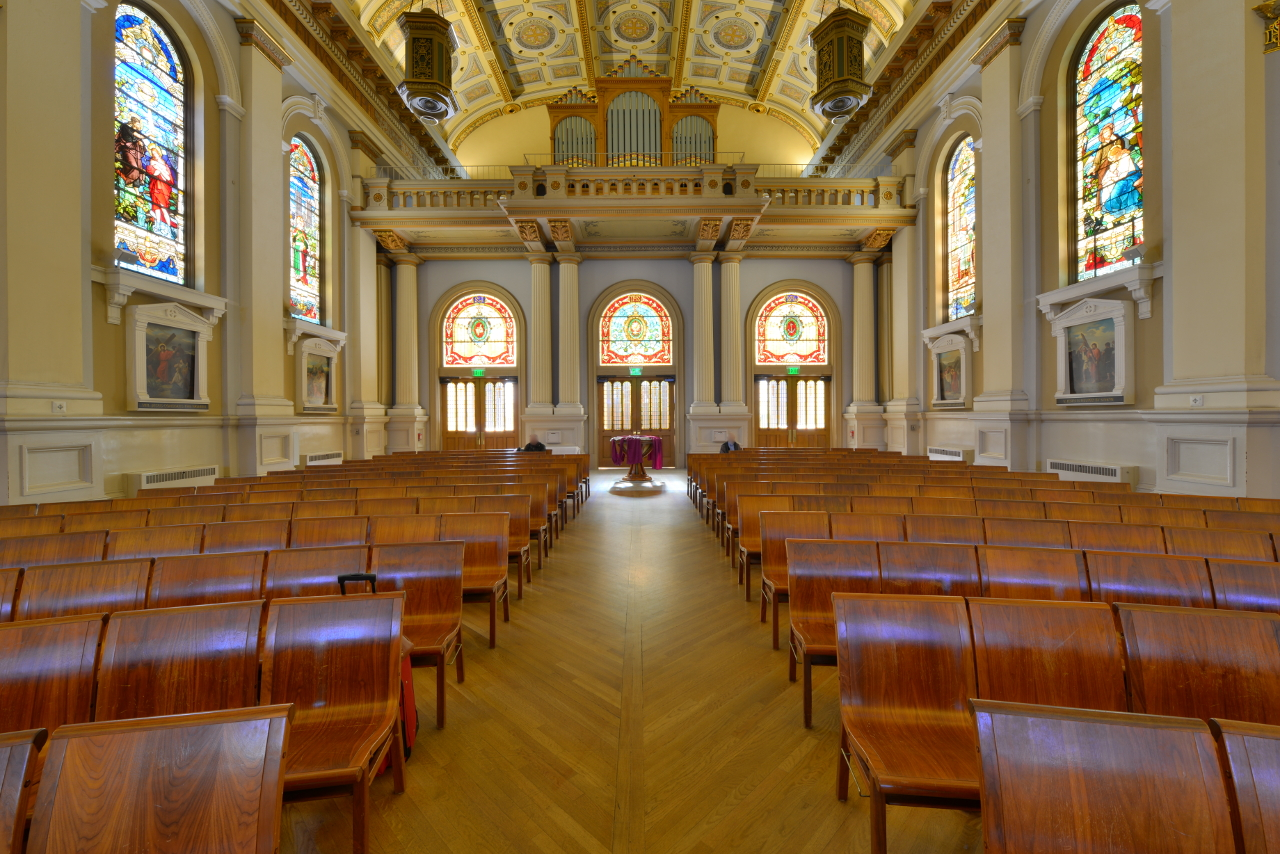
La navata vista dall'altare
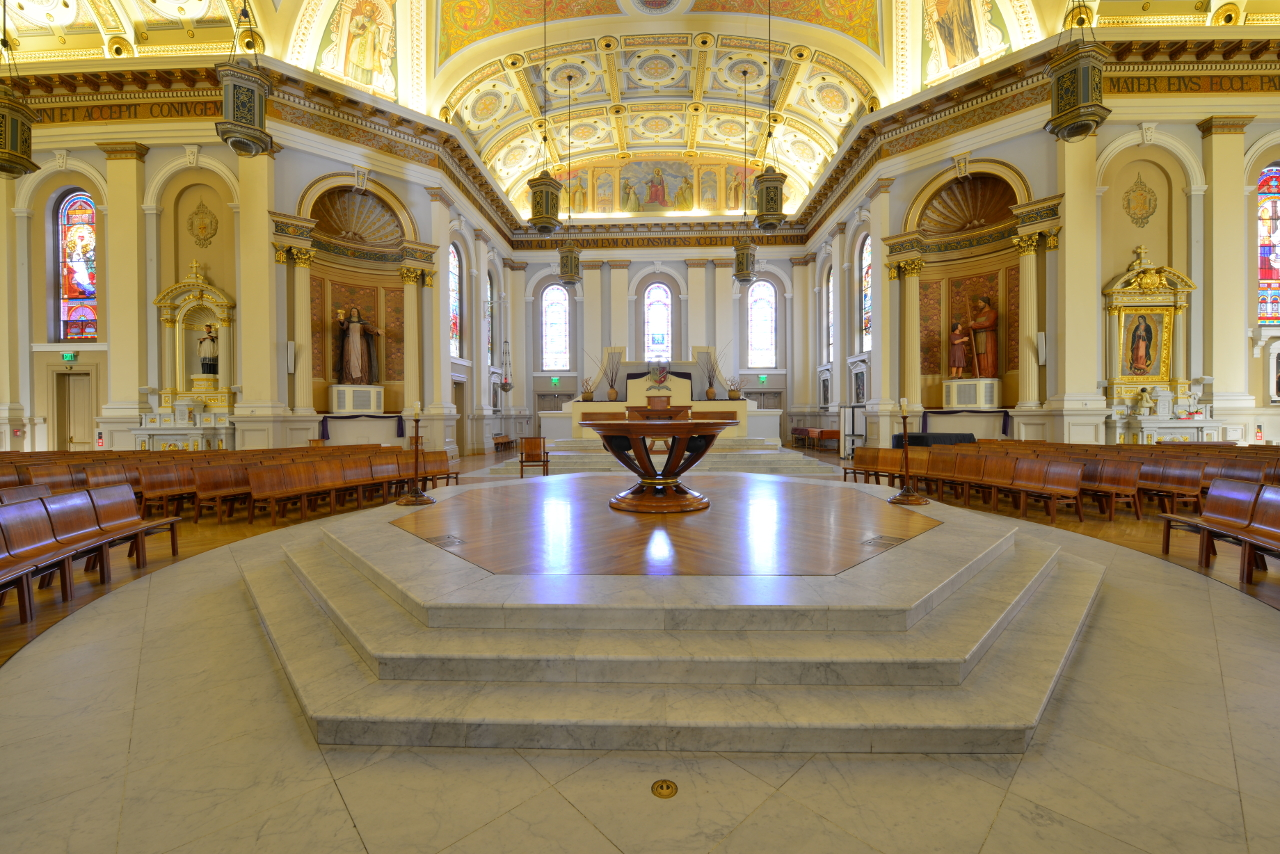
L'altare
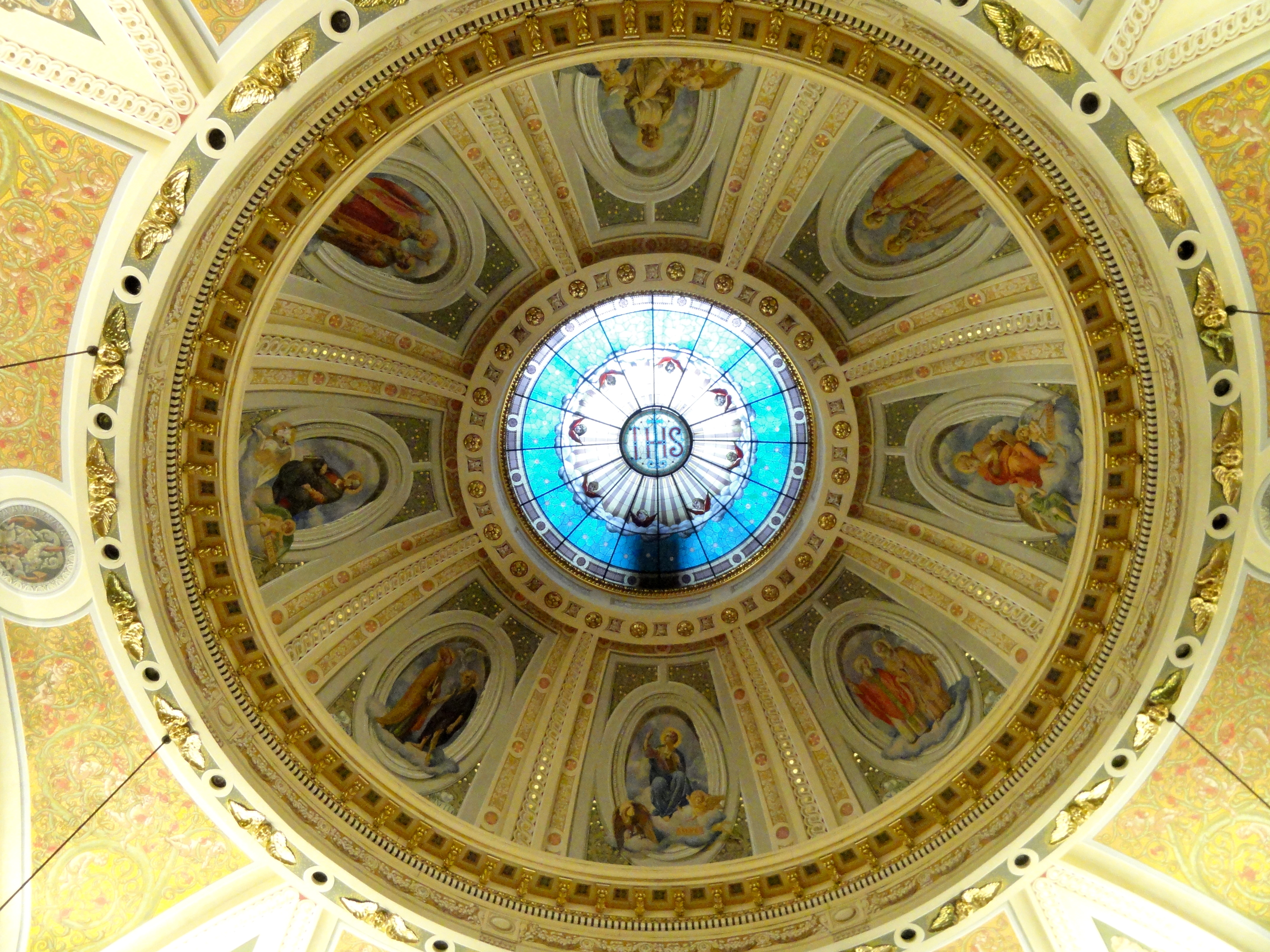
La cupola dall'intero